# Gondiães e Vilar de Cunhas
Gondiães e Vilar de Cunhas (oficialmente: União das Freguesias de Gondiães e Vilar de Cunhas) é uma freguesia portuguesa do município de Cabeceiras de Basto, com 41,39 km² de área e 347 habitantes (censo de 2021). A sua densidade populacional é 8,4 hab./km².

## História
Foi constituída em 2013, no âmbito de uma reforma administrativa nacional, pela agregação das antigas freguesias de Gondiães e Vilar de Cunhas e tem a sede em Gondiães.

## Demografia
A população registada nos censos foi:
| Ano  | 0-14 Anos | 15-24 Anos | 25-64 Anos | > 65 Anos |
| 2001 | 88        | 62         | 246        | 178       |
| 2011 | 34        | 48         | 182        | 157       |
| 2021 | 19        | 24         | 167        | 137       |

À data da junção das freguesias, a população registada no censo anterior foi:
| Freguesia atual            | Freguesia atual  | Freguesia atual | Freguesias antigas | Freguesias antigas | Freguesias antigas |
| Freguesia                  | População (2011) | Área (km²)      | Freguesia          | População(2011)    | Área(km²)          |
| -------------------------- | ---------------- | --------------- | ------------------ | ------------------ | ------------------ |
| Gondiães e Vilar de Cunhas | 421              | 41,39           | Gondiães           | 227                | 21,44              |
| Gondiães e Vilar de Cunhas | 421              | 41,39           | Vilar de Cunhas    | 194                | 19,95              |